# Titannus
Titannus é um personagem fictício das histórias em quadrinhos norte-americanas da Marvel Comics, criado por Robert Kirkman e Scott Kolins no ano de 2005, primitivamente como um ser da raça Skrull que participou do projeto Super-Skrull. Possui uma força absurda, além de um fator de cura acelerado.

## Biografia do personagem
Titannus é um ser da raça Skrull que participou do programa Super-Skrull, feito para derrotar os membros do Quarteto Fantástico, dando ao indivíduo força sobre-humana e um fator de cura acelerado, além da capacidade de projeção de energia. 
Abandonando seu planeta, Titannus foi ao planeta Trellion, onde ele sofreu lavagem cerebral pelos habitantes. Acreditando estar lutando contra um ditador opressor, Titannus partiu com a mulher que amava até o planeta Terra (contra a vontade dela), com a intenção de recrutar alguns heróis para que estes pudessem libertar o povo de Trellion. Após longas horas de viagem, a espaçonave caiu no Japão. Ele passou a observar os heróis terráqueos por meses, e decidiu "chamar sua atenção" destruindo Tóquio, além de derrotar o super-herói japonês Solaris e o exército japonês.
Percebendo o perigo, o Doutor Estranho forma um novo grupo dos Defensores, contando com o Homem-Aranha, Mulher-Hulk, Ms. Marvel e Nova. Titannus, surpreendentemente, consegue derrotá-los (inclusive, quebrando um dos braços da Mulher-Hulk). Porém, o Doutor Estranho desperta a amada de Titannus e esta o rejeita. Desesperado e totalmente dependente do amor de sua amada, Titannus decide se suicidar cortando sua própria cabeça.
No entanto, seu fator de cura era tão avançado que possibilitou a ele o nascimento de uma nova cabeça, deixando Titannus com amnésia permanente. Logo em seguida, alguns cientistas loucos de Tokyo tomam controle da mente do Skrull, fazendo com que este ataque os Estados Unidos. Lutando contra mais um punhado de super-heróis (Doutor Estranho, Homem-Aranha, Mulher-Hulk, Ms. Marvel , Wolverine, Luke Cage e Capitão América) o vilão é novamente derrotado e levado para a base da S.H.I.E.L.D..

## Na mídia
- O vilão fez uma pequena aparição no game Marvel: Ultimate Alliance, como um sub-chefe da missão que ocorre no Planeta Skrull (Skrull Homeworld em inglês). Ele é dublado por David Sobolov.